# Brimstone and Treacle
Brimstone and Treacle è uno sceneggiato televisivo in un'unica puntata, commissionato nel 1974 dalla BBC all'autore inglese Dennis Potter per il contenitore Play for Today. Il contenuto scabroso dell'opera fece sì che, nel 1976, la trasmissione venisse sospesa poco prima dell'andata in onda prevista. Fu solo nel 1987, sull'onda del successo ottenuto da The Singing Detective (sempre di Potter), che lo sceneggiato fu trasmesso dalla BBC.